# بركساح (المهرة)

تعديل مصدري - تعديل

بركساح هي إحدى قرى مديرية منعر التابعة لمحافظة المهرة، بلغ تعداد سكانها 31 نسمة حسب تعداد اليمن لعام 2004.